# Verdelais
Verdelais est une commune du Sud-Ouest de la France, située dans le département de la Gironde, en région Nouvelle-Aquitaine.

## Géographie

### Localisation
La commune de Verdelais se situe sur la rive nord (droite) de la Garonne, à 43 km au sud-est de Bordeaux, chef-lieu du département, à 5 km au nord de Langon, chef-lieu d'arrondissement, et à 3,5 km au nord-ouest de Saint-Macaire, ancien chef-lieu de canton. Elle constitue avec Saint-Macaire et Saint-Maixant l'unité urbaine de Saint-Macaire.

### Communes limitrophes
Les communes limitrophes en sont Semens au nord, Saint-Maixant à l'est et au sud et Sainte-Croix-du-Mont à l'ouest ; sur la rive gauche de la Garonne se trouve la commune de Toulenne au sud-ouest.
|                                    | Semens    |               |
| Sainte-Croix-du-Mont               | Verdelais |               |
| Rive gauche de la Garonne Toulenne |           | Saint-Maixant |

### Climat
Pour des articles plus généraux, voir Climat de la Nouvelle-Aquitaine et Climat de la Gironde.
Historiquement, la commune est exposée à un climat océanique aquitain.  
En 2020, Météo-France publie une typologie des climats de la France métropolitaine dans laquelle la commune est exposée à un climat océanique et est dans la région climatique  Aquitaine, Gascogne, caractérisée par une pluviométrie abondante au printemps, modérée en automne, un faible ensoleillement au printemps, un été chaud (19,5 °C), des vents faibles, des brouillards fréquents en automne et en hiver et des orages fréquents en été (15 à 20 jours).
Pour la période 1971-2000, la température annuelle moyenne est de 13,9 °C, avec une amplitude thermique annuelle de 15,2 °C. Le cumul annuel moyen de précipitations est de 820 mm, avec 11,2 jours de précipitations en janvier et 6,1 jours en juillet. Pour la période 1991-2020, la température moyenne annuelle observée sur la station météorologique la plus proche, située sur la commune de Sauternes à 9,5 km à vol d'oiseau, est de 0,0 °C et le cumul annuel moyen de précipitations est de 0,0 mm,. Pour l'avenir, les paramètres climatiques de la commune estimés pour 2050 selon différents scénarios d’émission de gaz à effet de serre sont consultables sur un site dédié publié par Météo-France en novembre 2022.

## Urbanisme

### Typologie
Au 1er janvier 2024, Verdelais est catégorisée petite ville, selon la nouvelle grille communale de densité à sept niveaux définie par l'Insee en 2022.
Elle appartient à l'unité urbaine de Saint-Macaire, une agglomération intra-départementale regroupant huit  communes, dont elle est une commune de la banlieue,,. Par ailleurs la commune fait partie de l'aire d'attraction de Bordeaux, dont elle est une commune de la couronne,. Cette aire, qui regroupe 275 communes, est catégorisée dans les aires de 700 000 habitants ou plus (hors Paris),.

### Occupation des sols

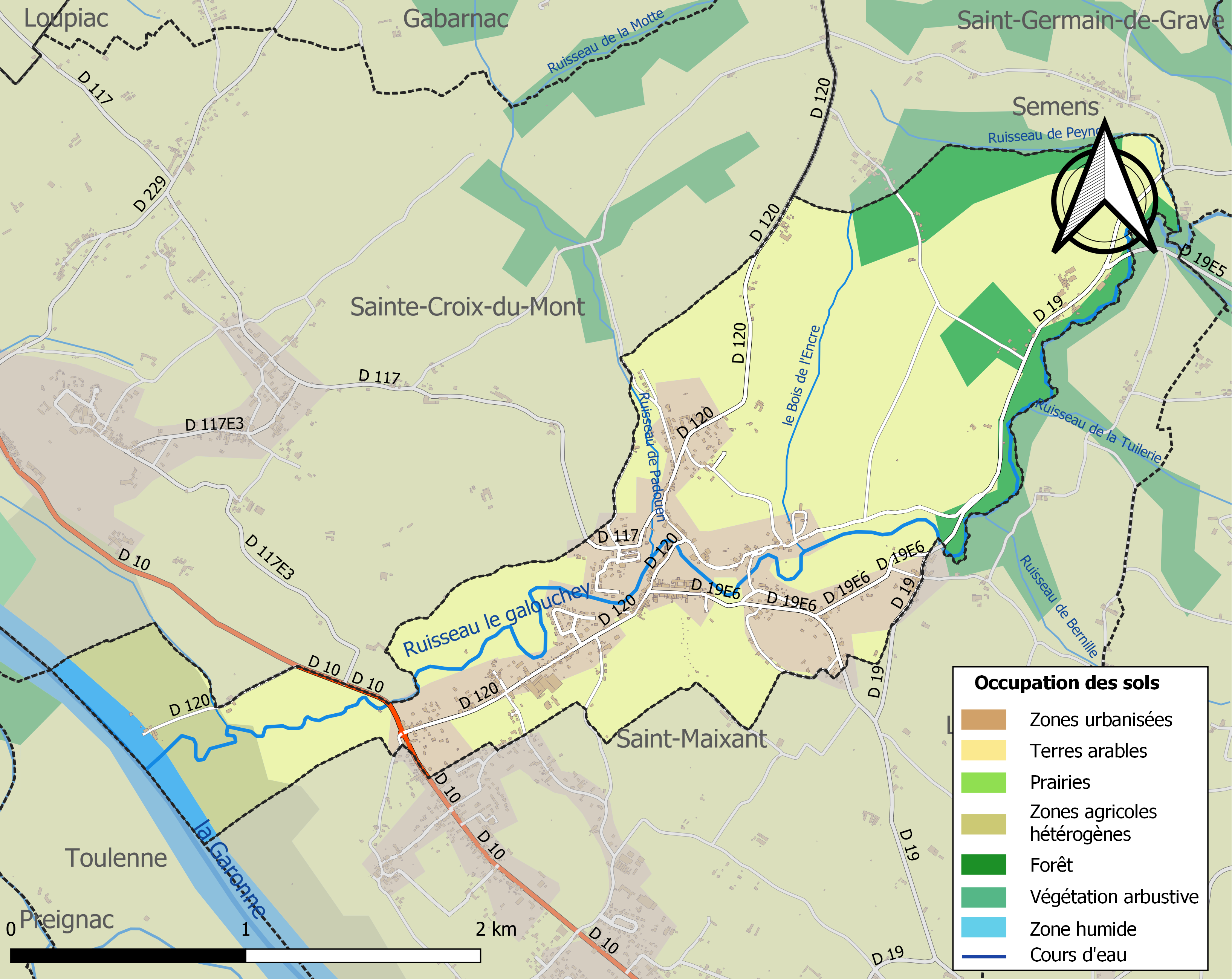
Carte des infrastructures et de l'occupation des sols de la commune en 2018 (CLC).

L'occupation des sols de la commune, telle qu'elle ressort de la base de données européenne d’occupation biophysique des sols Corine Land Cover (CLC), est marquée par l'importance des territoires agricoles (68,5 % en 2018), en diminution par rapport à 1990 (81,8 %). La répartition détaillée en 2018 est la suivante : 
cultures permanentes (62,1 %), zones urbanisées (19,2 %), forêts (9,8 %), zones agricoles hétérogènes (6,4 %), eaux continentales (2,4 %). L'évolution de l’occupation des sols de la commune et de ses infrastructures peut être observée sur les différentes représentations cartographiques du territoire : la carte de Cassini (XVIIIe siècle), la carte d'état-major (1820-1866) et les cartes ou photos aériennes de l'IGN pour la période actuelle (1950 à aujourd'hui).

### Voies de communication et transports
Le sud-ouest du territoire communal est bordé, en dehors du bourg proprement dit, par la route départementale D10 qui relie Cadillac-sur-Garonne au nord-ouest à Saint-Maixant au sud-est en direction de Langon. Le village est desservi par la route départementale D120 qui commence à la précédente route et mène au nord à Semens et par la route départementale D19e6 qui permet de rejoindre la route départementale D19 qui traverse l'est de la commune et qui relie Saint-Maixant au sud à Saint-Germain-de-Grave au nord.

L'autoroute la plus proche est l'autoroute A62 (Bordeaux-Toulouse) dont l'accès no 3, dit de Langon, est distant de 6 km par la route vers le sud.

L'accès no 1, dit de Bazas, à l'autoroute A65 (Langon-Pau) se situe à 18 km vers le sud-ouest.
La gare SNCF la plus proche est celle, distante de 3,5 km par la route vers le sud-est, de Saint-Macaire sur la ligne Bordeaux-Sète du TER Nouvelle-Aquitaine. La gare de Langon présentant plus de trafic est distante de  5 km vers le sud.

### Risques majeurs
Le territoire de la commune de Verdelais est vulnérable à différents aléas naturels : météorologiques (tempête, orage, neige, grand froid, canicule ou sécheresse), inondations, mouvements de terrains et séisme (sismicité très faible). Un site publié par le BRGM permet d'évaluer simplement et rapidement les risques d'un bien localisé soit par son adresse soit par le numéro de sa parcelle.
Certaines parties du territoire communal sont susceptibles d’être affectées par le risque d’inondation par débordement de cours d'eau, notamment la Garonne et le ruisseau le Galouchey. La commune a été reconnue en état de catastrophe naturelle au titre des dommages causés par les inondations et coulées de boue survenues en 1982, 1988, 1990, 1991, 1997, 1999, 2009, 2020 et 2021,.
Les mouvements de terrains susceptibles de se produire sur la commune sont des affaissements et effondrements liés aux cavités souterraines (hors mines) et des éboulements, chutes de pierres et de blocs. Par ailleurs, afin de mieux appréhender le risque d’affaissement de terrain, un inventaire national permet de localiser les éventuelles cavités souterraines sur la commune.

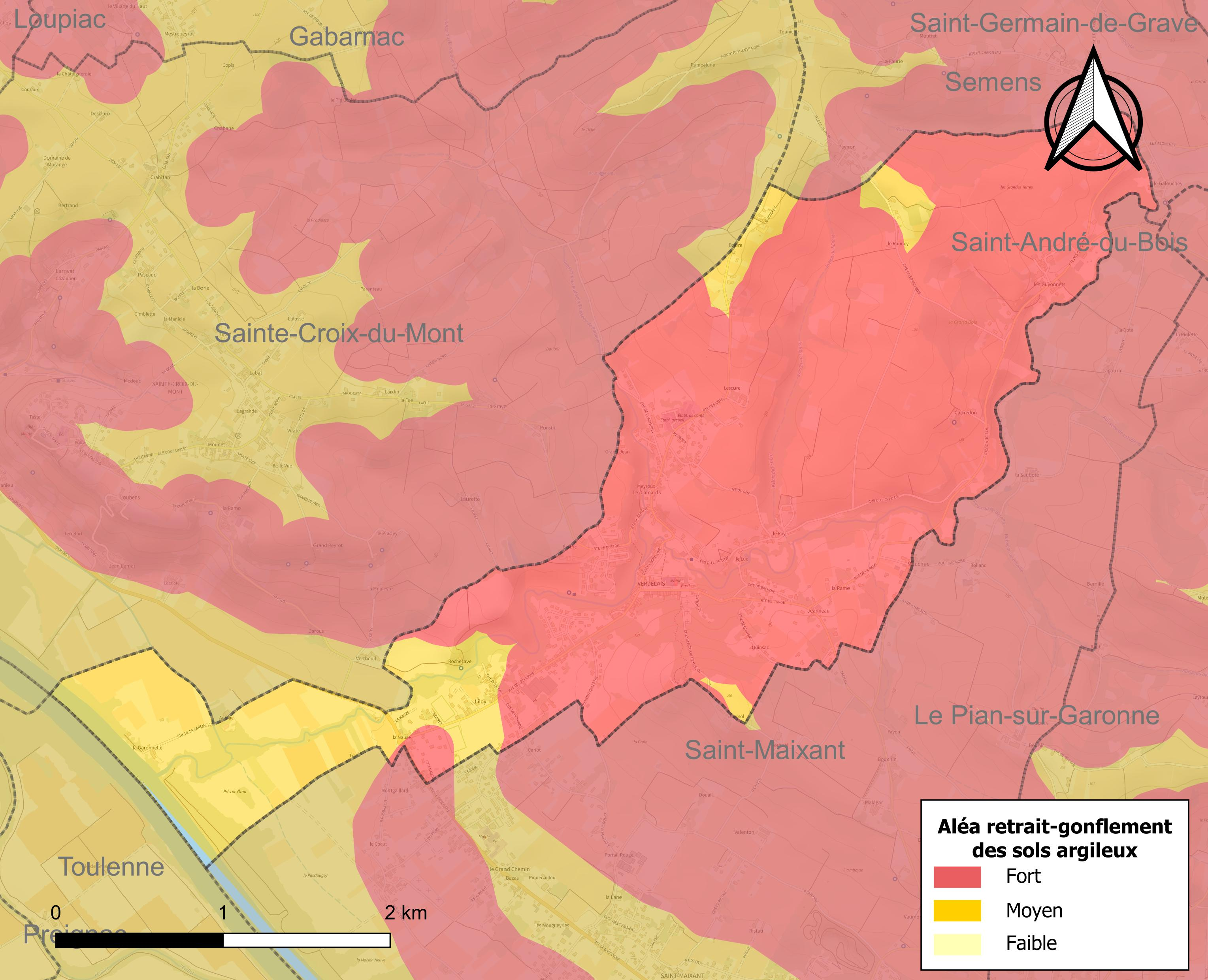
Carte des zones d'aléa retrait-gonflement des sols argileux de Verdelais.

Le retrait-gonflement des sols argileux est susceptible d'engendrer des dommages importants aux bâtiments en cas d’alternance de périodes de sécheresse et de pluie. 99,8 % de la superficie communale est en aléa moyen ou fort (67,4 % au niveau départemental et 48,5 % au niveau national). Sur les 418 bâtiments dénombrés sur la commune en 2019, 418 sont en aléa moyen ou fort, soit 100 %, à comparer aux 84 % au niveau départemental et 54 % au niveau national. Une cartographie de l'exposition du territoire national au retrait gonflement des sols argileux est disponible sur le site du BRGM,.
Concernant les mouvements de terrains, la commune a été reconnue en état de catastrophe naturelle au titre des dommages causés par la sécheresse en 2003 et par des mouvements de terrain en 1999.

## Toponymie
Verdelais dérive d'un nom de personne de type *Verdulus, muni du suffixe à consonne sifflante de type basco-aquitain -aitze. L'étymologie populaire est viridis lucus « forêt verte », mais dans ce cas les lois de la phonétique historique du gascon mèneraient à *Ber(t)luc/*Ver(t)luc, ou plutôt à Lucbert.
Ses habitants sont appelés les Verdelaisiens.

## Les quartiers: étymologie
- Asile Marie : ancienne colonie de vacances tenue par des religieuses.
- Aubiac : domaine d'Albius (gallo-romain).
- Bachon : patronyme.
- Baure : patronyme Baurès ou Baures (présent à Verdelais au XVIIe s.).
- Bertric : diminutif de Bertrand.
- Bellevue : nom moderne
- Bernille : diminutif féminin de Bernat "Bernard".
- le Bois de l'Encre : ancienne  propriété de la famille de Lancre, déformé en « l'Encre ».
- la Bouchère : lieu avec des buissons.
- le Bourg
- Bourillon : patronyme.
- les Camards : patronyme « Camard ».
- Capredon/Cabredon : sommet rond, ou plutôt patronyme.
- Charrau : patronyme gavache.
- la Croix : patronyme Lacroix.
- le Cros de Vertheuil : creux.
- Cussol : sans-doute patronyme « Cursol ».
- le Galouchey : galocher (fabricant de souliers) en gascon.
- la Garonnelle : diminutif de Garonne.
- Gorret : patronyme.
- le Grand Bois
- Grand Jean
- les Grandes Terres
- Graoux : gravier, boue.
- la Gravette : gravier.
- les Guyonnets : diminutif du patronyme gavache Guyon.
- Jeanneau : patronyme gavache.
- Joffre : patronyme.
- Lescure : patronyme.
- Liloy : probable "Lilois" (personne venant de Lille)
- le Lion d'Or : ancienne auberge « du Lion d'Or ».
- le Luc : latin lucus « forêt », toponyme très ancien.
- le Hameau de Bertric
- Meyroux : patronyme gascon, attesté au XVIIIe siècle.
- le Mont Célestin : ancienne propriété des frères Célestins.
- Mouchac : patronyme d'une famille noble.
- la Mouliatte : lieu avec un moulin.
- Narcé : patronyme.
- la Nauze : zone inondable, marécage.
- l'Orée des Vignes
- les Padouins : pacages, terrains communaux.
- Pantoc : sobriquet ?
- le Pin
- Pouchane : nom de personne.
- Prés de Graoux
- Puet : patronyme d'un bourgeois habitant Verdelais au XVIIIe s.
- Pujos : petites élévations de terrain, ou patronyme Pujos/Pujols/Pujaux de même origine.
- Quinsac : patronyme du Bordelais.
- la Rame : probable branche, d'où « lieu boisé ». Toponyme ancien ?
- Ripots : patronyme.
- Rochecave
- Rousseau : patronyme gavache.
- le Roy : patronyme.
- Sarre la Coue : en gascon "serre la queue" ou "serre la coiffe", peut-être sobriquet.
- Sauton : patronyme.
- Vertheuil : d'après le château de Vertheuil, propriété du marquis de Vertheuil.
- Villars : patronyme attesté à Verdelais.

## Histoire

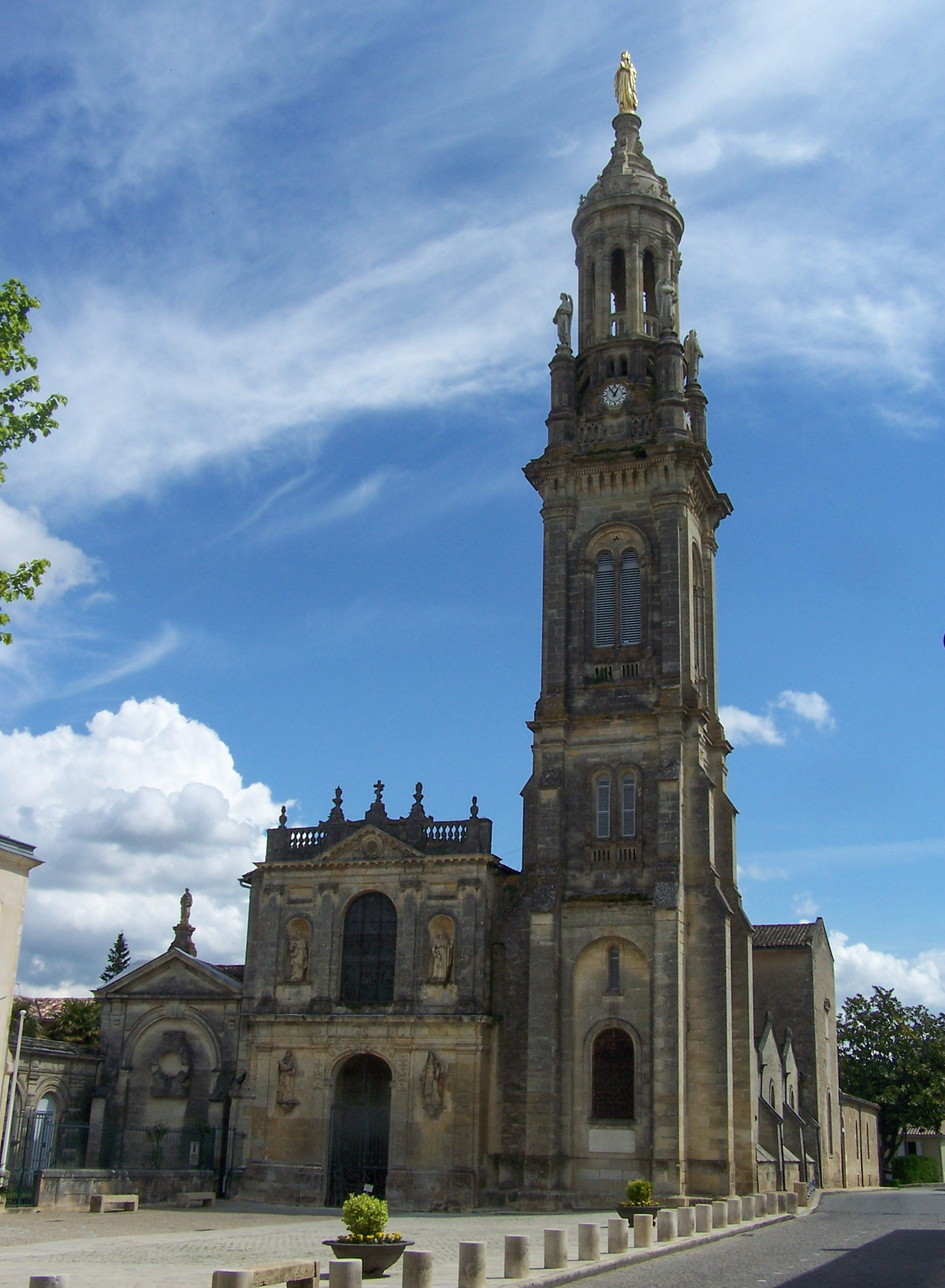
La basilique Notre-Dame de Verdelais (2009).

- XIe siècle : construction d'une église dédiée à saint Maurice au bord de la Garonne.
- 1112 : Géraud des Graves, chevalier seigneur de Saint-Macaire, parti en Terre sainte en 1099 où il s'illustre brillamment aux côtés de Godefroy de Bouillon, fait construire, à son retour, une petite chapelle en l'honneur de Notre-Dame et devient ermite dans le bois du Luc. Il meurt en 1159.
- 1160 : Arrivés du Limousin, des moines grandmontains construisent un monastère dit de Notre-Dame du Luc.
- 1185 : Premier miracle : un adolescent, aveugle de naissance, est guéri pendant une messe.
- 1190 : Charte de Richard Cœur de Lion en faveur de Notre-Dame de « Verdelaye ».
- 1295, 1356-57, 1377 : Au cours des guerres, le monastère est détruit ; une statue de la Vierge est cachée.
- 1390 : La comtesse Isabelle de Foix trouve cette statue, sa mule ayant posé la patte dans un trou. Elle fait reconstruire un monastère.
- juin 1562 : Lors des guerres de Religion, le sire de Duras du parti huguenot, prend la ville et détruit les lieux du pèlerinage[23].
- 1609 : Visite de Monseigneur de Sourdis, archevêque de Bordeaux.
- 1627 : Installation des Célestins.
- 1630-66 : Reconstruction de l'église et d'un couvent.
- 1655 : Transfert de la cure de saint Maurice à Notre-Dame.
- vers 1730 : Construction d'un deuxième couvent.
- 1778-79 : Suppression de l'ordre des Célestins.
- À la Révolution, la paroisse Saint-Maurice d'Aubiac et son annexe, Notre-Dame de Verdelais, forment la commune d'Aubiac-et-Verdelais. En 1890, Aubiac-et-Verdelais devient Verdelais[24].
- 1790 : Inventaire des biens religieux.
- Entre 1790 et 1794 : La commune absorbe la paroisse d'Aubiac.
- 1838 : à la suite de guérisons miraculeuses, arrivée des Maristes.
- 1840-75 : Remaniements de l'église Notre-Dame : voûtes (1840-42), bas-côtés (1863-65), clocher néo-roman/Renaissance (1852-54, détruit par incendie en 1870 et rebâti et inauguré le 3 octobre 1875 par Monseigneur Donnet).
- 2 juillet 1856 : couronnement de Notre-Dame de Verdelais.
- 1863 : Inauguration du calvaire.
- 1895 : Aménagement d'un site cultuel au lieu-dit Le Luc : une fontaine votive et un ensemble de six statues en grès céramique exécutées par le sculpteur Clerc.
- 1914-18 : Première Guerre mondiale, 33 morts à Verdelais.
- 1er juillet 1924 : Érection de l'église Notre-Dame en basilique mineure par Pie XI.
- 1926 : Félibrée : sermon du Père Giraudet en gascon.
- 1939-45 : Seconde Guerre mondiale :  un camp de réfugiées espagnoles (1939-40), passage du groupe de résistance Bayard en 1944.
- 1959 : Centenaire du maire Jean Honoré Campana.
- 1960 : Installation d'une usine des eaux minérales Perrier dans les locaux précédemment occupés par une tonnellerie.
- 1990 : Arrivée des Passionnistes, chargés de l'animation du sanctuaire.
- 12 janvier 2006 : Ré-installation de la statue de la Vierge sur le clocher après restauration[25].

Le 8 septembre 2007, le Cardinal Jean Pierre Ricard, Archevêque de Bordeaux, confie l'animation du sanctuaire aux religieux marianistes, Congrégation mariale fondée par le bienheureux Guillaume-Joseph Chaminade à Bordeaux en 1817.
En 1990 un petit musée d'art religieux a été ouvert dans une aile de l'ancien couvent sous l'égide d'une association présidée par le professeur Raymond Darricau ; il présente une grande diversité d'objets cultuels : importante collection d'ex-votos (dont des maquettes de bateaux du XIXe siècle), ornements, pièces d'orfèvrerie sacrée, tableaux, « manteaux de la vierge » et une copie de la Vierge à l'Enfant datant du XIIIe siècle qui est dans la basilique.

## Politique et administration
| Période                                  | Période      | Identité                                                                    | Étiquette    | Qualité |
| ---------------------------------------- | ------------ | --------------------------------------------------------------------------- | ------------ | --- |
| 1792                                     |              | Cato aîné                                                                   |              | |
| an IX                                    | 1815         | Bertrand Lafaurie                                                           |              | tonnelier |
| 1815                                     |              | Jean-Baptiste Collineau (v. 1771 Bordeaux - 1844 Verdelais)                 |              | propriétaire |
|                                          |              | Dr Charles Jean-Baptiste Lac de Bosredon (ca 1796 Boisset - 1871 Verdelais) |              | médecin |
|                                          | 1842         | Raymond Terrier                                                             |              | |
| 1843                                     | 1847         | Guillaume Gemin                                                             |              | |
| 1848                                     | 1851 ou 1852 | Jacques Hippolyte Péchade-Taillefer (an IV Uzeste - 1884 Verdelais)         |              | garde du corps du roi, lieutenant de cavalerie |
| 1852 ou 1853                             | 1870         | Jacques Bachon                                                              |              | |
| 1871                                     | 1877         | Louis-Antoine Collineau (1822 Verdelais - 1891 Verdelais)                   |              | propriétaire |
| 1877                                     | 1883         | Jean Pascal Rapin (1826 Verdelais - 1883 Verdelais)                         |              | cordier |
| 1883                                     | 1888         | Jean-Baptiste Prosper Gemin                                                 |              | |
| 1888                                     | 1908         | François Rapin (1849 Verdelais - 1913 Verdelais)                            |              | propriétaire |
| 1908                                     | 1912         | Jules Bouey (1849 Le Pian-sur-Garonne - )                                   |              | propriétaire |
| 1912                                     | 1913         | François Rapin (1849 Verdelais - 1913 Verdelais)                            |              | propriétaire |
| juin 1913                                | mai 1945     | Jean Marie Honoré Charles Campana (1859 Castres-Gironde - 1960 Verdelais)   |              | Directeur de l'École de Notariat de Bordeaux, fondateur de l'École de Pratique de Droit de Bordeaux, professeur de droit notarial, secrétaire général des conférences de Saint-Vincent de Paul à Bordeaux, trésorier du Comité Girondin des Écoles Libres, propriétaire viticulteur - officier de la Légion d'Honneur (pour avoir créé l'Hôpital Militaire bénévole n°18 où 2400 blessés ont été soignés au cours de la guerre 1914-1918 et durant la guerre 1939-1945 pour avoir créé un Centre d'accueil pour réfugiés ayant rendu un grand service à ces malheureux.) |
| mai 1945                                 | 1953         | André Ballade                                                               |              | viticulteur |
| 1953                                     | 1971         | Jean "Alix" Dubourg (1904 Escoussans - 1995 Verdelais)                      |              | viticulteur |
| 1971                                     | 1977         | Alice Favereau                                                              |              | pharmacienne |
| 1977                                     | 1987         | Dr Jean Barès (1912 Saint-Pierre-d'Aurillac - 1987 Langon)                  |              | médecin |
| 1987                                     | 2000         | Henri Tauzin (1943 Sainte-Croix-du-Mont - 2000 Bordeaux)                    |              | |
| 2000                                     | 2001         | Jeanine Ribauville née Fleury (1929-2023)                                   |              | |
| 2001                                     | 2014         | Philippe Olivier Mesnard (° 1941 Talence)                                   | apparenté PS | directeur de CAT retraité |
| 2014                                     | En cours     | Corinne Molle née Ribauville (° 1960 Floirac)                               |              | inspectrice des impôts |
| Les données manquantes sont à compléter. |              |                                                                             |              | |

## Démographie
L'évolution du nombre d'habitants est connue à travers les recensements de la population effectués dans la commune depuis 1793. Pour les communes de moins de 10 000 habitants, une enquête de recensement portant sur toute la population est réalisée tous les cinq ans, les populations de référence des années intermédiaires étant quant à elles estimées par interpolation ou extrapolation. Pour la commune, le premier recensement exhaustif entrant dans le cadre du nouveau dispositif a été réalisé en 2004.

En 2022, la commune comptait 1 042 habitants, en évolution de +0,77 % par rapport à 2016 (Gironde : +6,91 %, France hors Mayotte : +2,11 %).
| 1793 | 1800 | 1806 | 1821 | 1831 | 1836 | 1841 | 1846 | 1851 |
| ---- | ---- | ---- | ---- | ---- | ---- | ---- | ---- | ---- |
| 677  | 755  | 706  | 703  | 729  | 663  | 652  | 669  | 701  |

| 1856 | 1861 | 1866 | 1872 | 1876 | 1881 | 1886 | 1891 | 1896 |
| ---- | ---- | ---- | ---- | ---- | ---- | ---- | ---- | ---- |
| 676  | 740  | 715  | 890  | 930  | 866  | 862  | 834  | 911  |

| 1901 | 1906 | 1911 | 1921 | 1926 | 1931 | 1936 | 1946 | 1954 |
| ---- | ---- | ---- | ---- | ---- | ---- | ---- | ---- | ---- |
| 987  | 970  | 925  | 839  | 853  | 811  | 811  | 741  | 850  |

| 1962 | 1968 | 1975 | 1982 | 1990 | 1999 | 2004 | 2006 | 2009 |
| ---- | ---- | ---- | ---- | ---- | ---- | ---- | ---- | ---- |
| 846  | 831  | 923  | 880  | 869  | 869  | 855  | 826  | 934  |

| 2014 | 2019  | 2022  | - | - | - | - | - | - |
| ---- | ----- | ----- | - | - | - | - | - | - |
| 994  | 1 020 | 1 042 | - | - | - | - | - | - |

## Lieux et monuments
- Basilique Notre-Dame de Verdelais : La basilique Notre-Dame de Verdelais, édifiée en tant que chapelle au XIIe siècle, ravagée en 1357 et 1562 a été restaurée au début du XVIIe siècle. Un transept y a été ensuite ajouté puis, au début du XVIIIe siècle, la façade occidentale a été remaniée. Enfin, de 1842 à 1875, l'église a été agrandie par l'architecte Théodore Duphot avant d'être élevée au rang de basilique en 1924. Elle fait l'objet d'un classement au titre des monuments historiques depuis 2010[33].
- Sur la colline au-dessus du cimetière, un chemin de croix et un calvaire construits entre 1863 à 1870, font l'objet d'un classement à l'inventaire des monuments historiques depuis 2010[34]. Outre une chapelle de la Sainte-Agonie et une chapelle du Saint-Sépulcre respectivement au début et à la fin dudit chemin de croix, celui-ci est constitué de 14 chapelles identiques abritant chacune un bas-relief représentant une des stations du chemin de croix du Christ.
- Le couvent des Célestins, qui a subi les mêmes ravages que l'église-basilique au cours des siècles passés, a été reconstruit sous la forme d'un cloître à arcades au XVIIe siècle et agrandi au XIXe siècle. La partie la plus ancienne abrite aujourd'hui le presbytère et les extensions la mairie, une école entre autres. L'ensemble est classé en tant que monument historique depuis 2010[35].
- Le couvent abrite également un musée d'art religieux composé de plus d'une cinquantaine de tableaux, véritable trésor de la basilique, tous classés à l'inventaire des monuments historiques en tant qu'objets entre 1969 et 1980[36].
- Au lieu-dit Le Luc, se trouve une fontaine votive et un groupe sculpté de six personnages; l'ensemble, dit « du Pas de la Mule » en souvenir de la statue enfouie et retrouvée, date de 1860 et est classé depuis 2010[37].
- L'ancienne église Saint-Maurice d'Aubiac construite au XIIe siècle est aujourd'hui une propriété privée inscrite à l'inventaire des monuments historiques depuis 1973[38]. A proximité se trouve l'ancien presbytère, l'ancien port de la Garonnelle d'où débarquaient les pèlerins venant par bateau, ainsi qu'un peuplier monumental de 8,5 m de circonférence.
- L'esplanade devant la basilique, plantée de deux rangées de tilleuls, dite Les Allées, date du  XIXe siècle. Outre les monuments conventuels, on y trouve une ancienne école religieuse, une imposante maison bourgeoise du XVIIe siècle du dite maison de Pontac, plusieurs anciens hôtels ; sur la façade de l'un d'eux, on peut lire l'inscription Sancta Dei Genitrix Ora Pro Nobis, ce qui inspira à François Mauriac le titre de son roman Genitrix. Une fontaine de 1851, surmontée du buste du cardinal Donnet, est érigée sur les Allées.
- Une croix votive datant de 1630 située sur les Allées est classée à l'inventaire des monuments historiques depuis 2010[39].
- Le moulin à vent de Cussol[40], aujourd'hui rénové et en état de marche, date du XVIIIe siècle et appartenait aux moines de l'ordre des Célestins. Il subsiste également d'anciens moulins à eau à Liloy (ruiné), à la Mouliatte (ruiné, vestiges du silo à grains à proximité), au Luc et au Pas d'Aubiac.
- Le cimetière comprend le tombeau des pères Maristes
- Architecture civile et industrielle : maison noble de Meyroux (chartreuse ayant appartenu à la noblesse de robe bordelaise) ; domaine du Mont-Célestin (qui fut la propriété du maire Campana) ; ancienne école Saint-Michel (maison de style arcachonnais du  XIXe siècle qui servit de mairie et d'hôpital militaire annexe) ; ancienne école Sainte-Anne ; ancien orphelinat agricole Nazareth (aujourd'hui établissement d'aide par le travail) ; ancienne usine Perrier (qui fonctionna jusqu'en 1996 ; aujourd'hui reconvertie, elle abrite diverses entreprises) ; maisons bourgeoises et domaines viticoles (la Nauze, château Pomirol le Pin, la Demi-Lune, la Rame, château Dulac-Séraphon, château Les Guyonnets, Gorret, etc.) ; maisons rurales antérieures au XVIIIe siècle (village de Liloy, les Guyonnets) ; maison à pans de bois à Liloy.
- Petit patrimoine rural : croix de mission (1844) ; croix de cimetière ; ange indicateur (1870) ; Vierges indicatrices de la Nauze (1819) et de Joffre ; pont des Pères, pont de Rochecave ; lavoirs (Mouchac, les Guyonnets, Pantoc, Rochecave, etc.) ; fontaines de Bourillon, de la Demi-Lune, d'Asile Marie, etc. ; puits, pigeonniers, cabanes de vigne ; ancien four à pain de Baure.
- Patrimoine géologique : anciennes carrières à ciel ouvert (Bertric, Rochecave) ; anciennes carrières souterraines (Grand Jean, les Camards) ; grotte et ruisseau souterrain des Guyonnets ; doline-perte d'Asile Marie ; gorges du Galouchey et du Padouen ; sources à tuf de Rochecave et de Bourillon ; affleurements calcaires et abris sous roche.
- Panoramas sur la vallée de la Garonne et sur les côtes de Bordeaux.

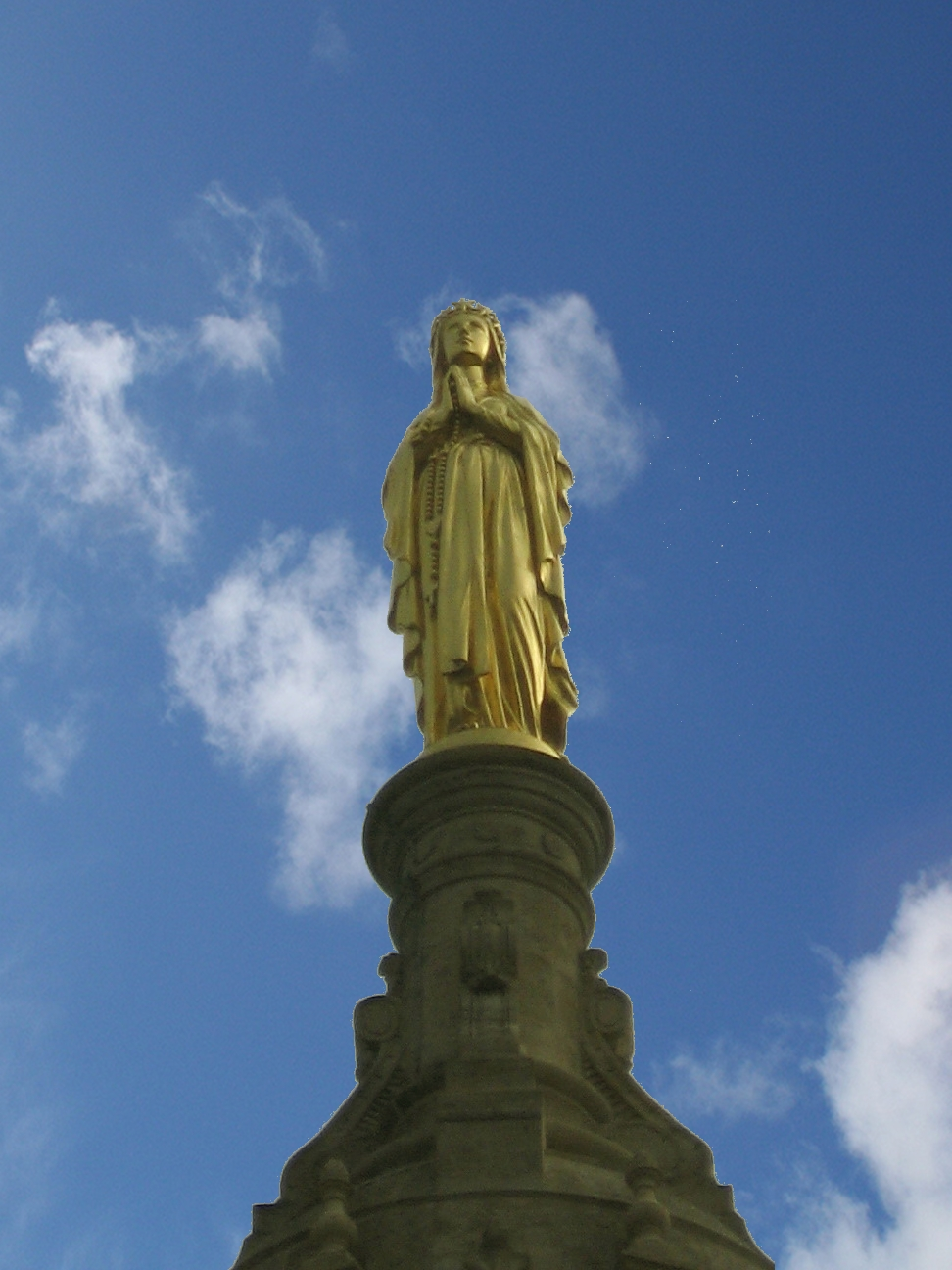
Statue de la Vierge, placée au sommet du clocher de la basilique (2011).
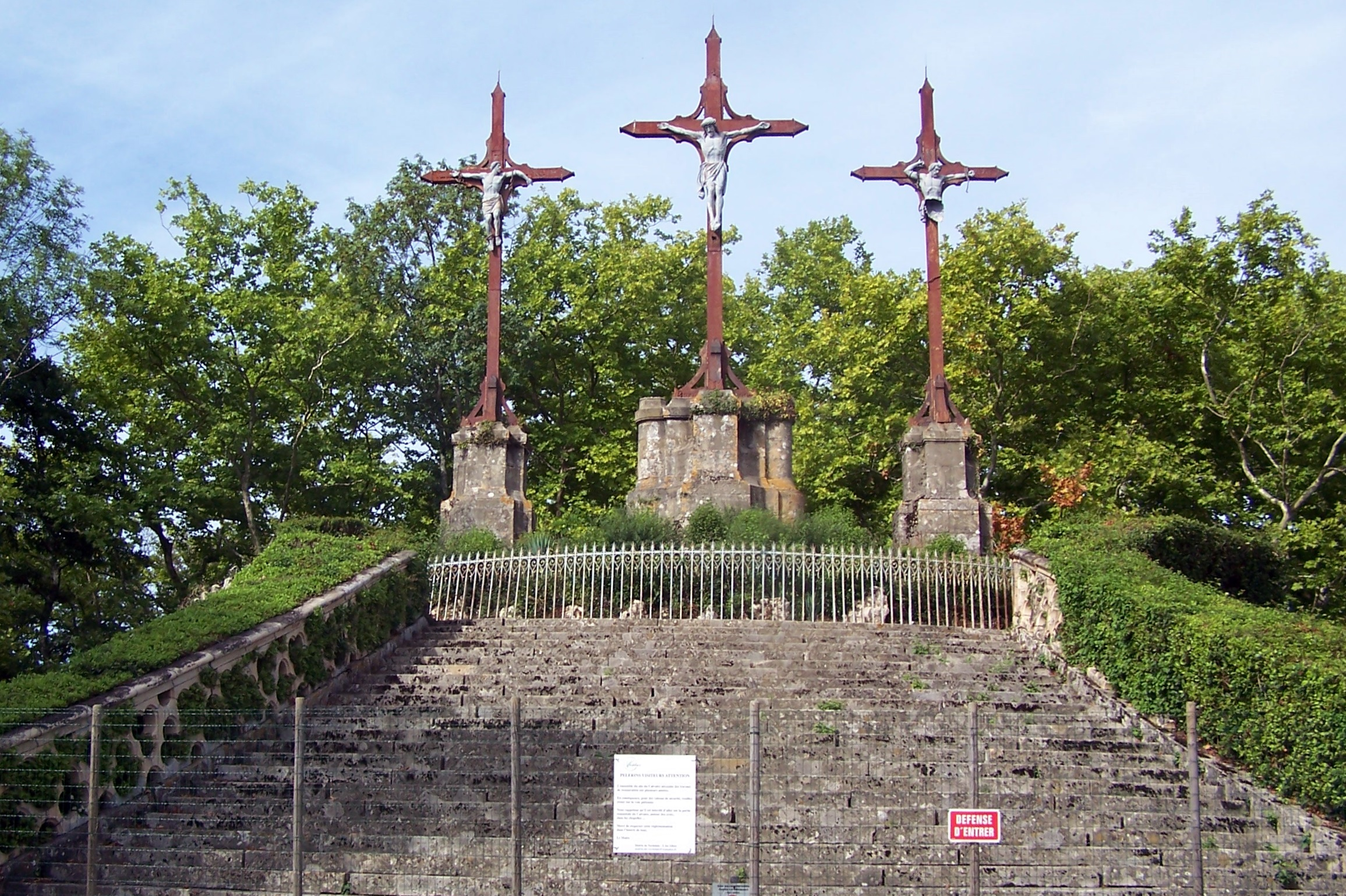
Le calvaire (2011).
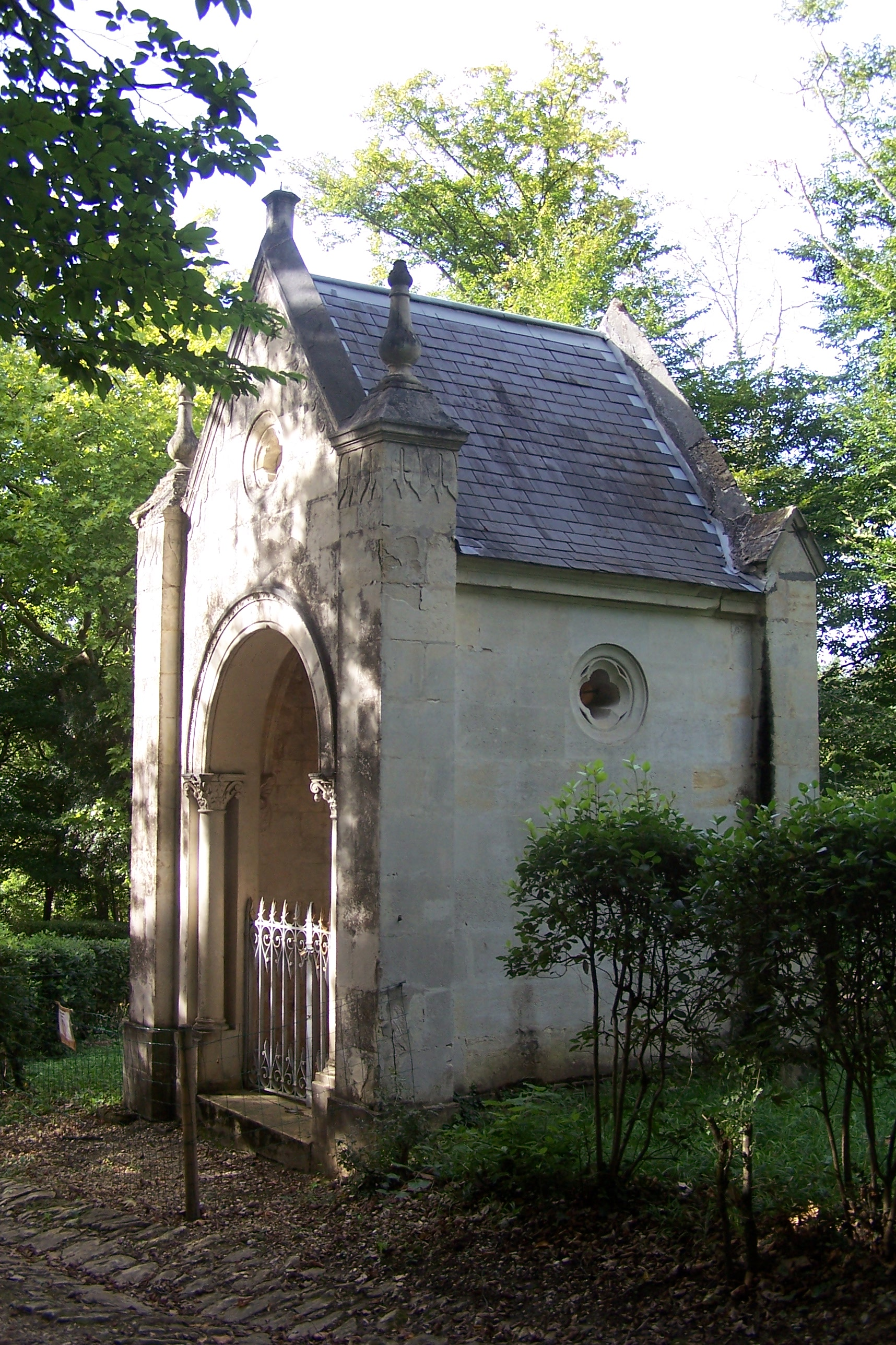
Une chapelle, station du Chemin de croix (2011).
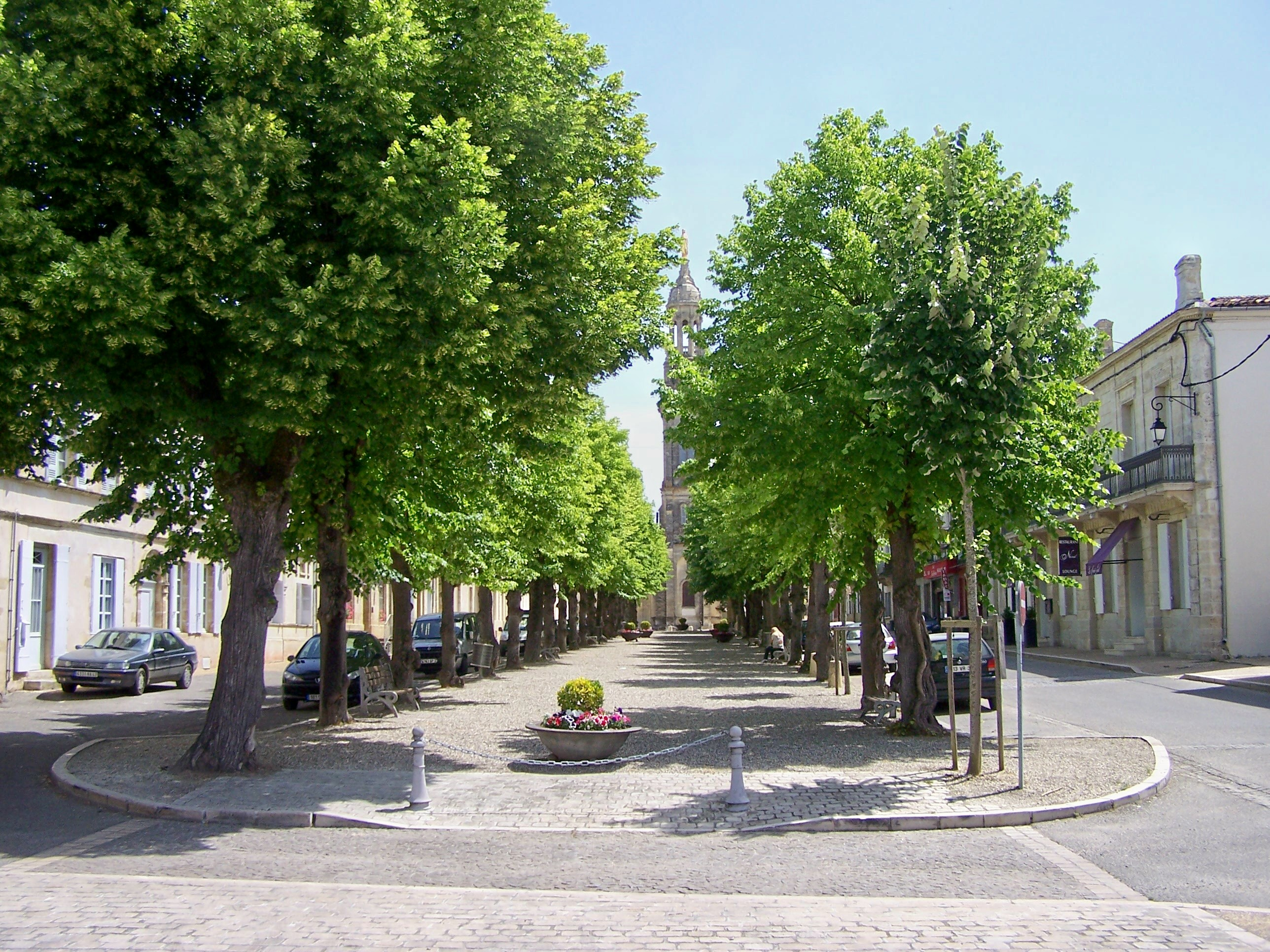
Les Allées (2009).
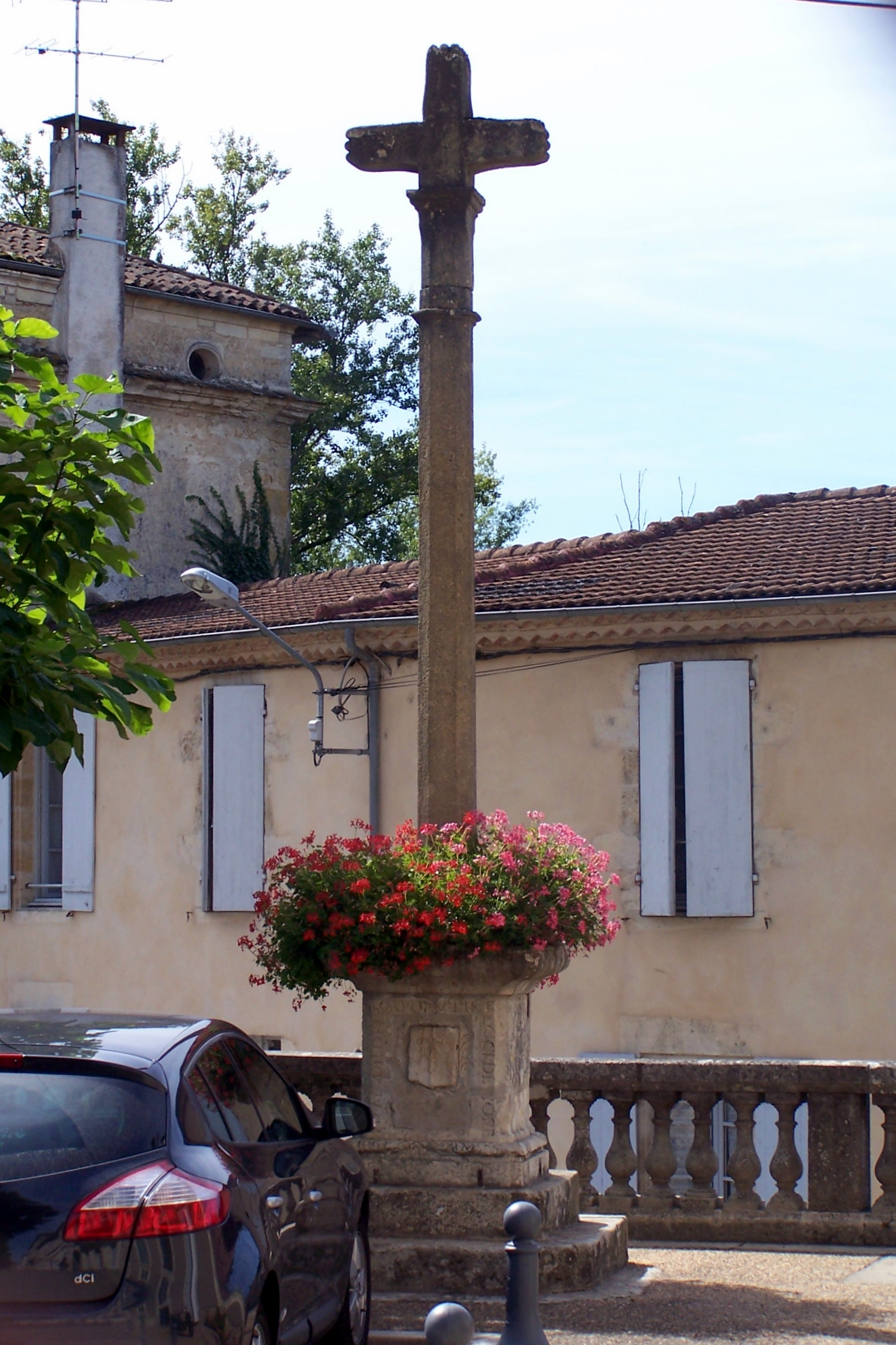
La croix votive à l'extrémité ouest des Allées (2011).
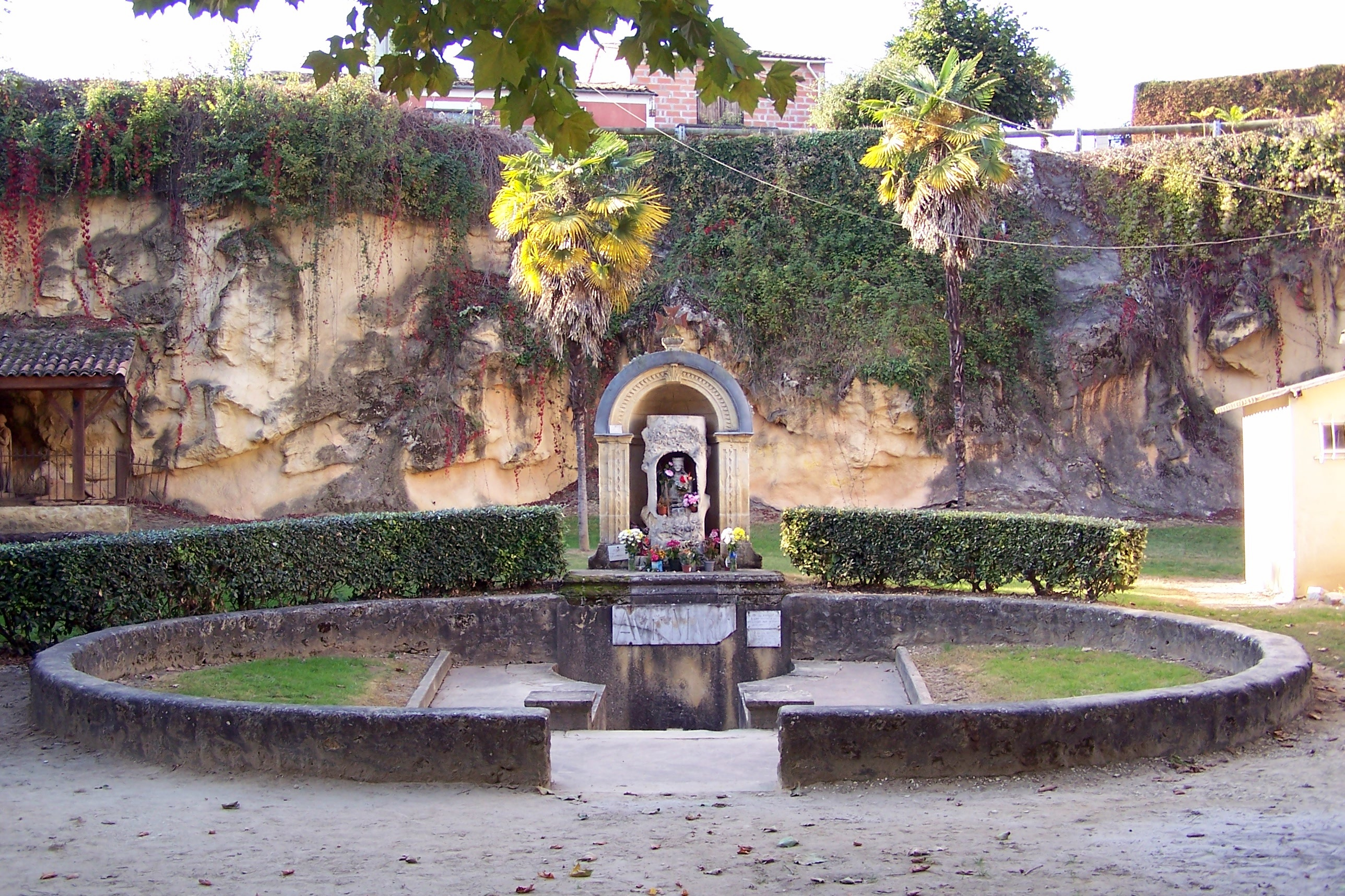
La fontaine votive du Pas de la Mule (2011).
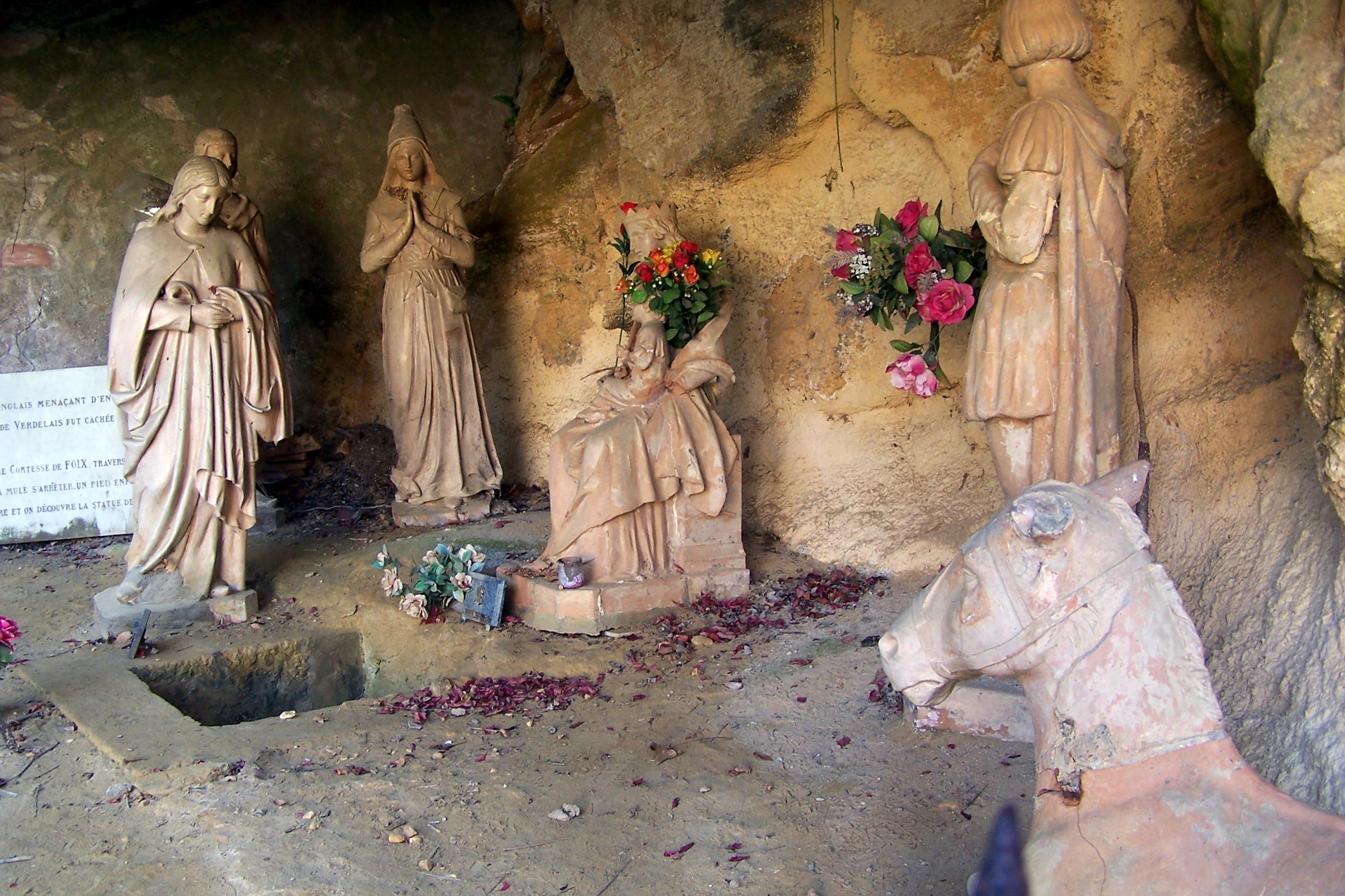
Le groupe sculpté du Pas de la Mule (2011).
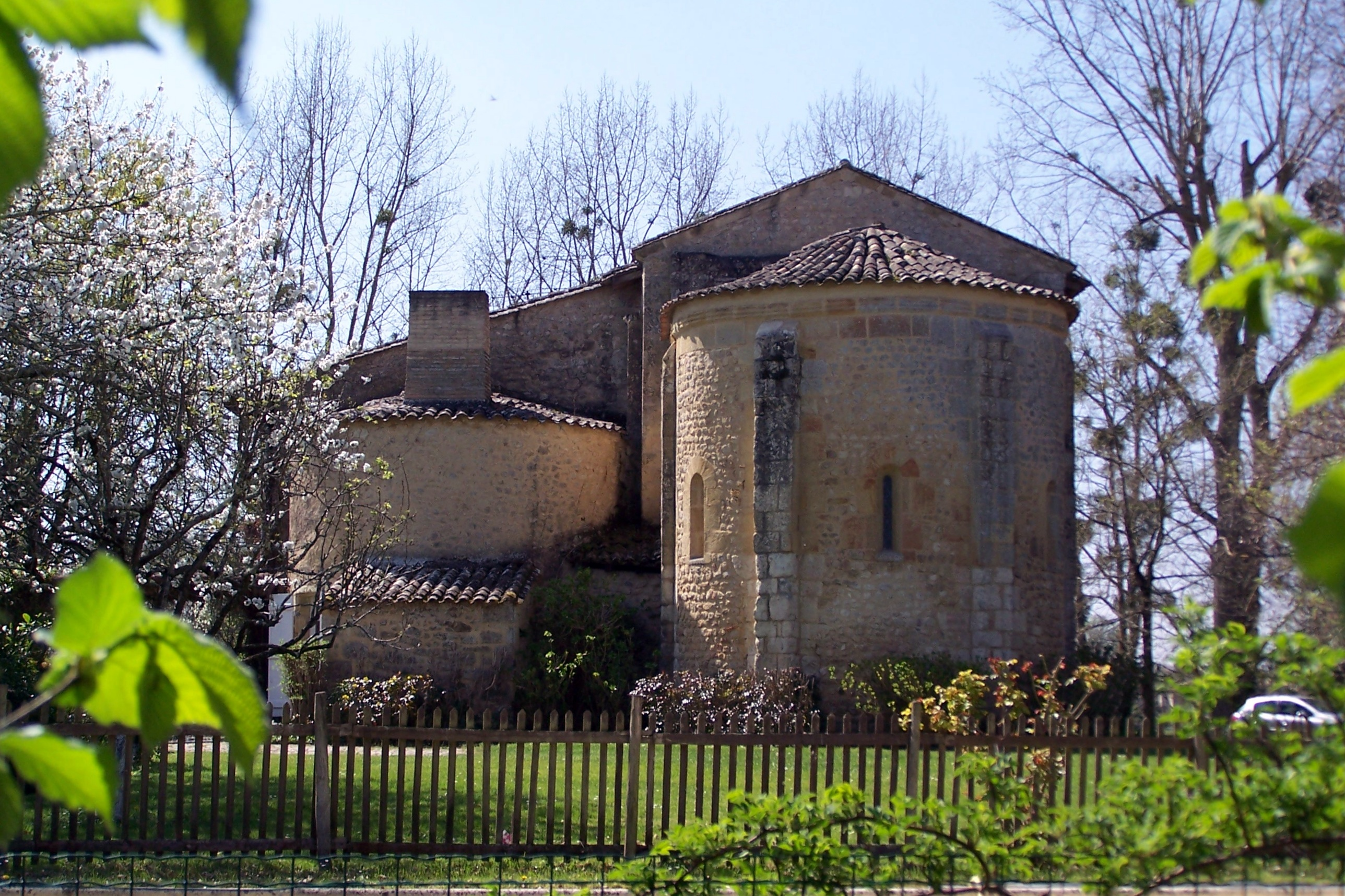
L'église Saint-Maurice d'Aubiac (2012).
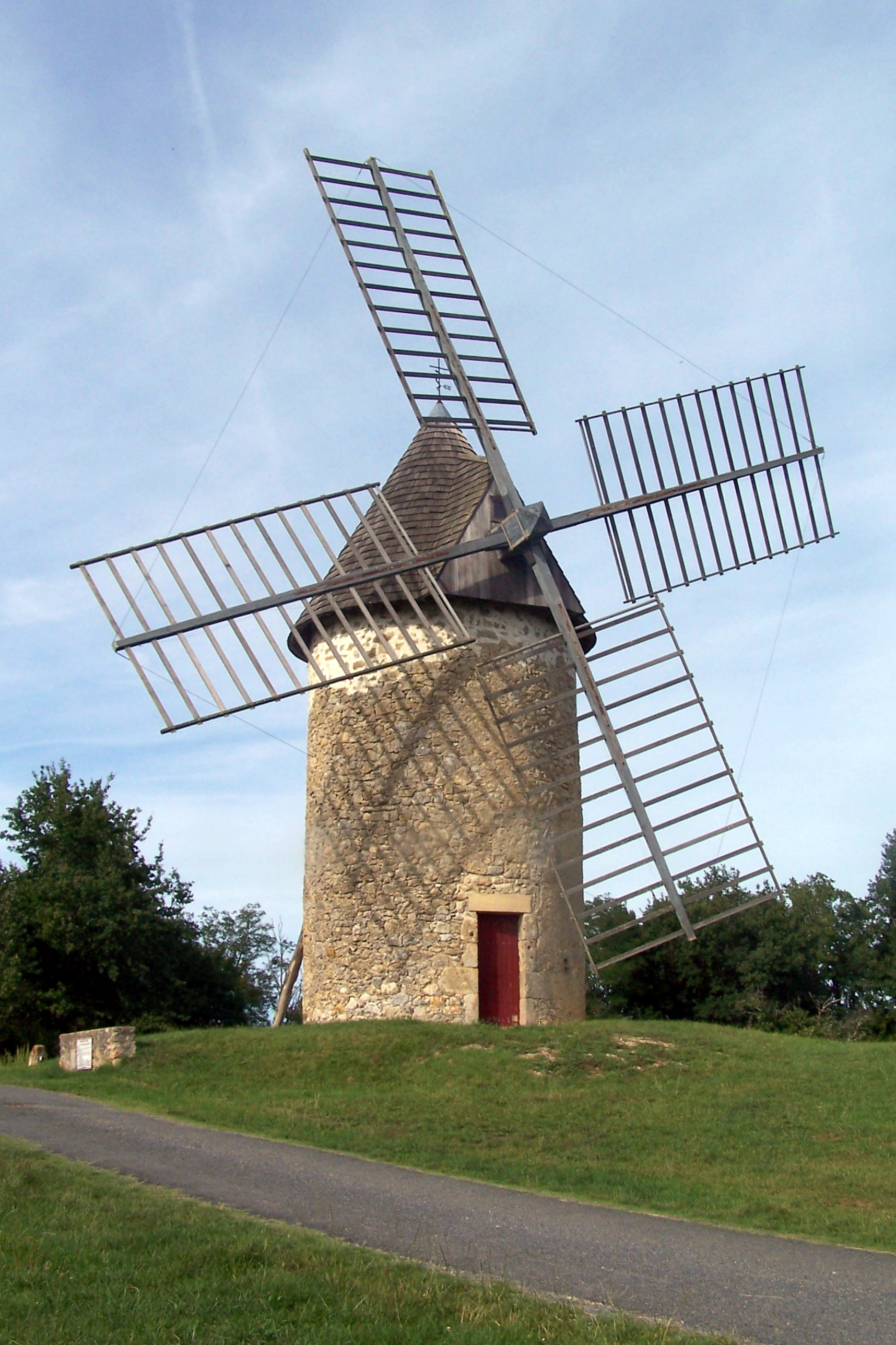
Le moulin de Cussol (2011).
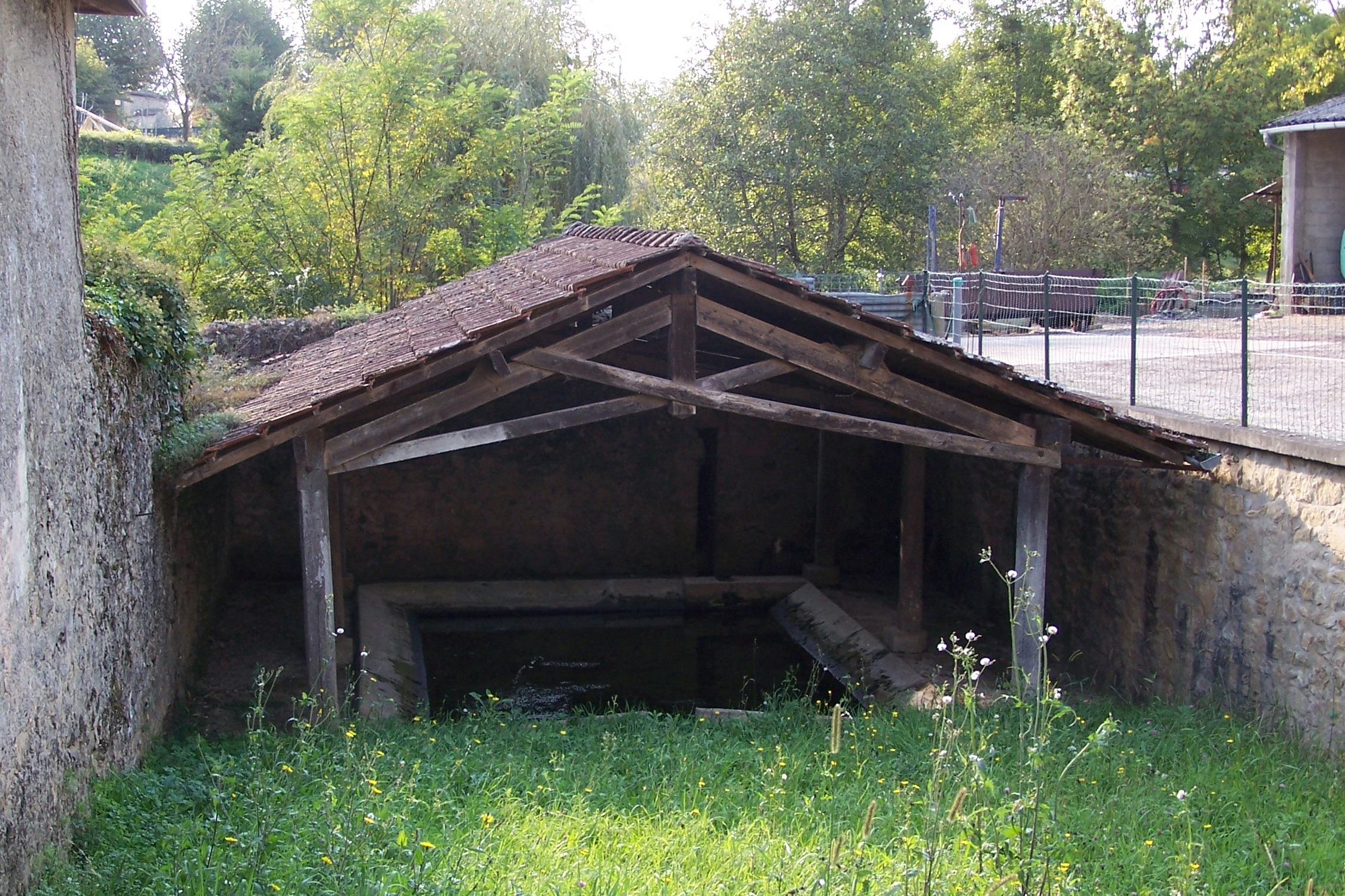
Lavoir au lieu-dit Pantoc (2011).
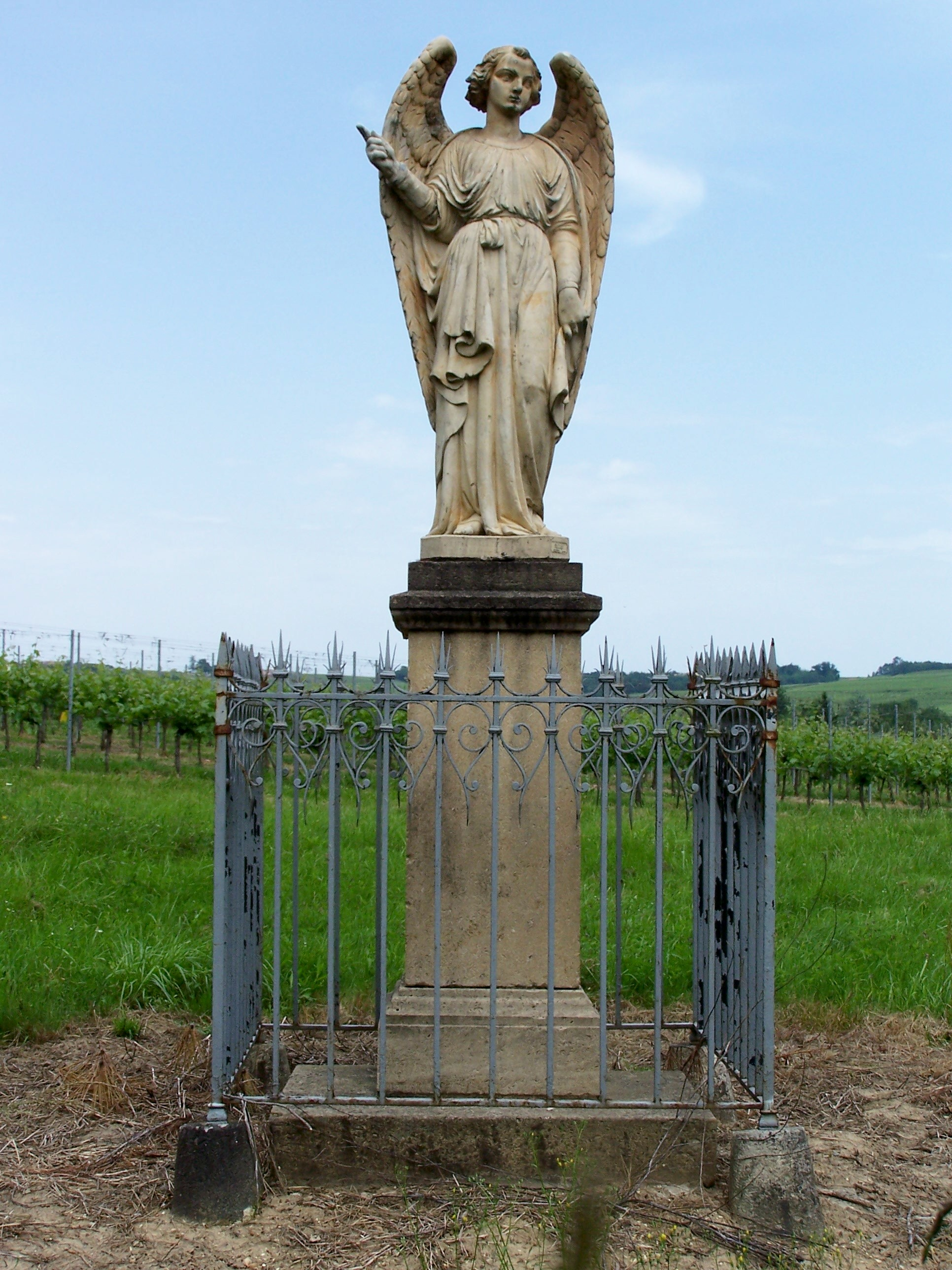
Statue d'un ange indiquant la direction de Verdelais pour les pèlerins venant de Saint-Macaire (2009).
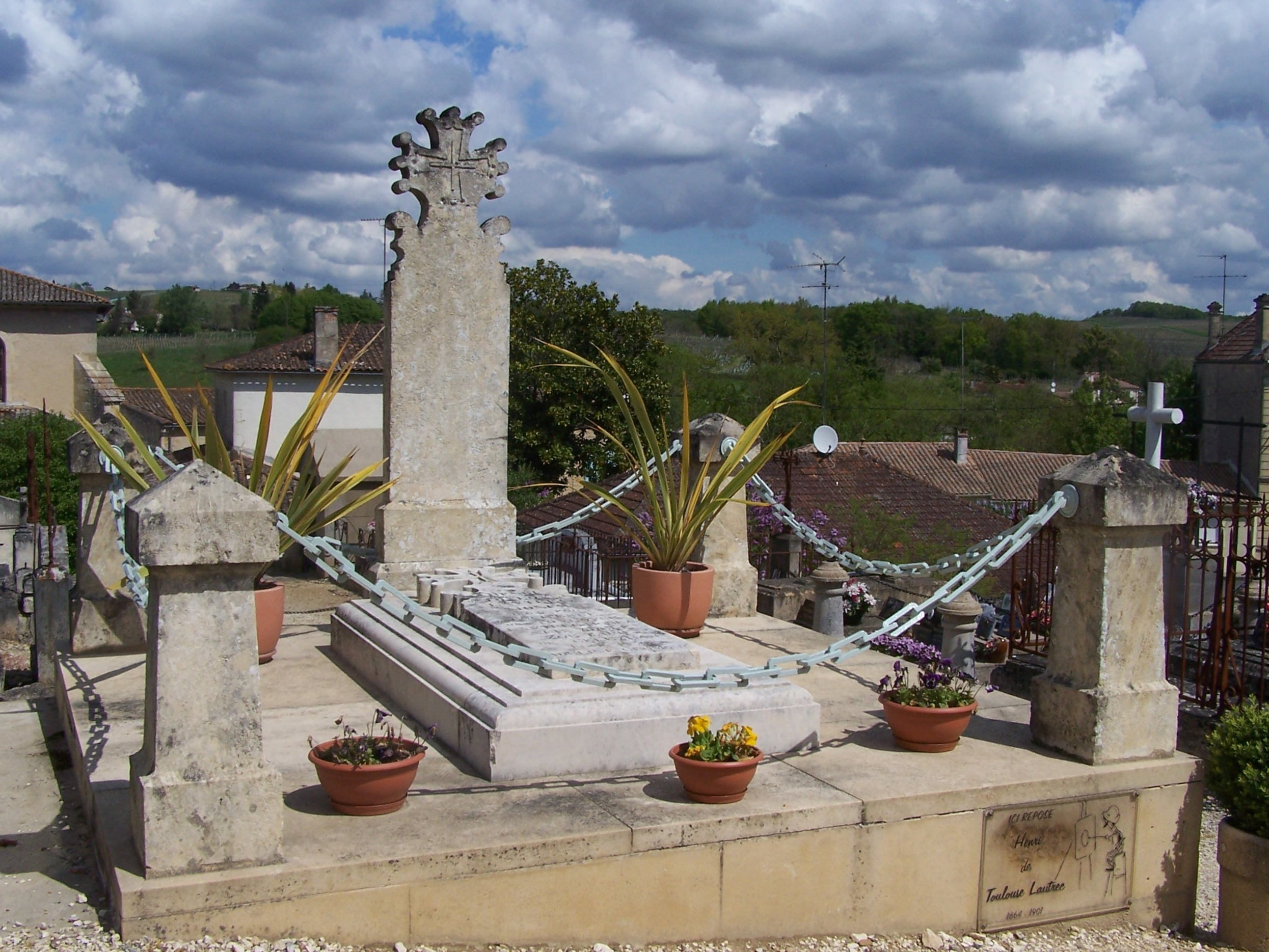
Tombe d'Henri de Toulouse-Lautrec au cimetière (2009).
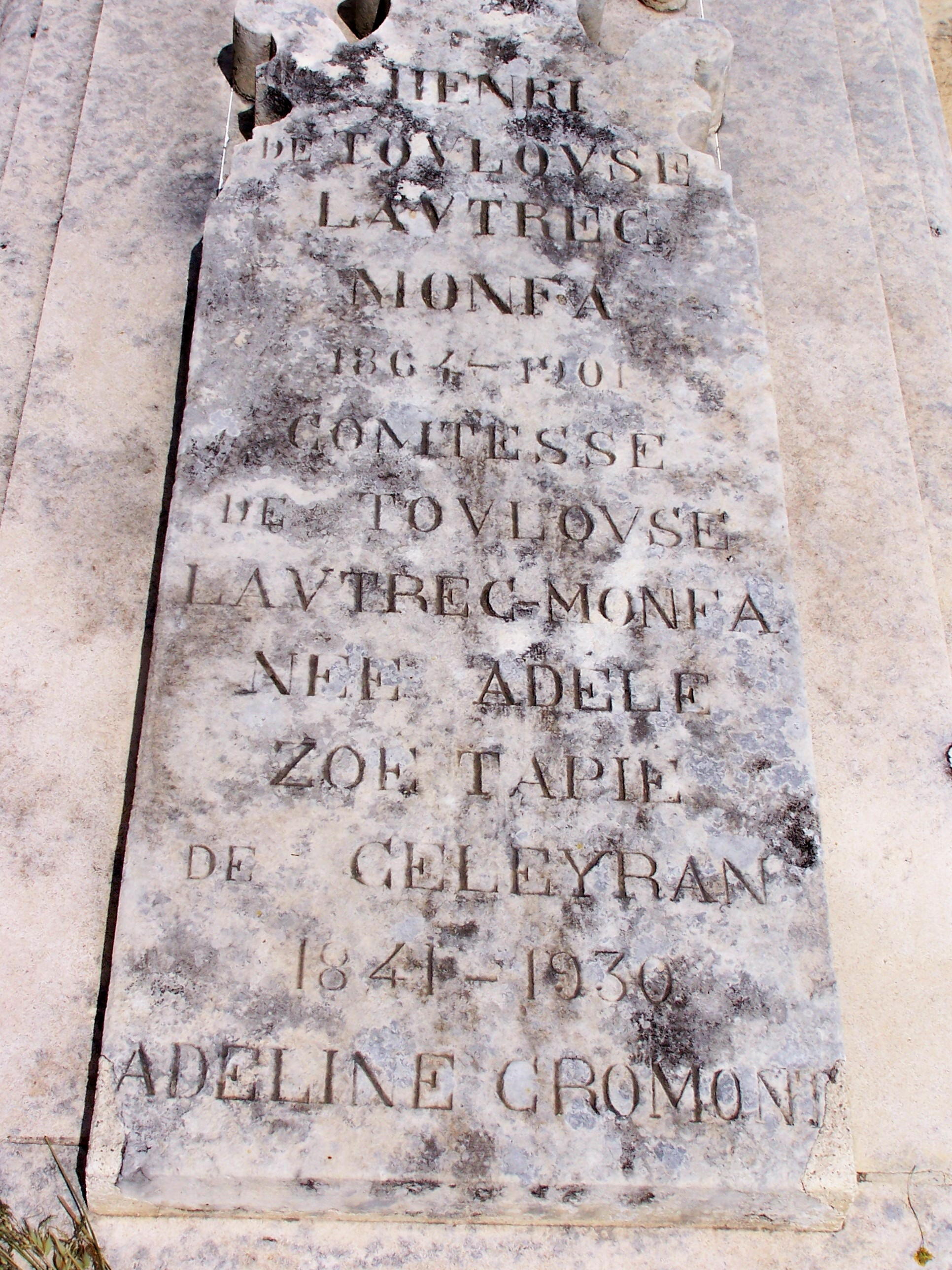
Pierre tombale d'Henri de Toulouse-Lautrec et de sa mère (2009).
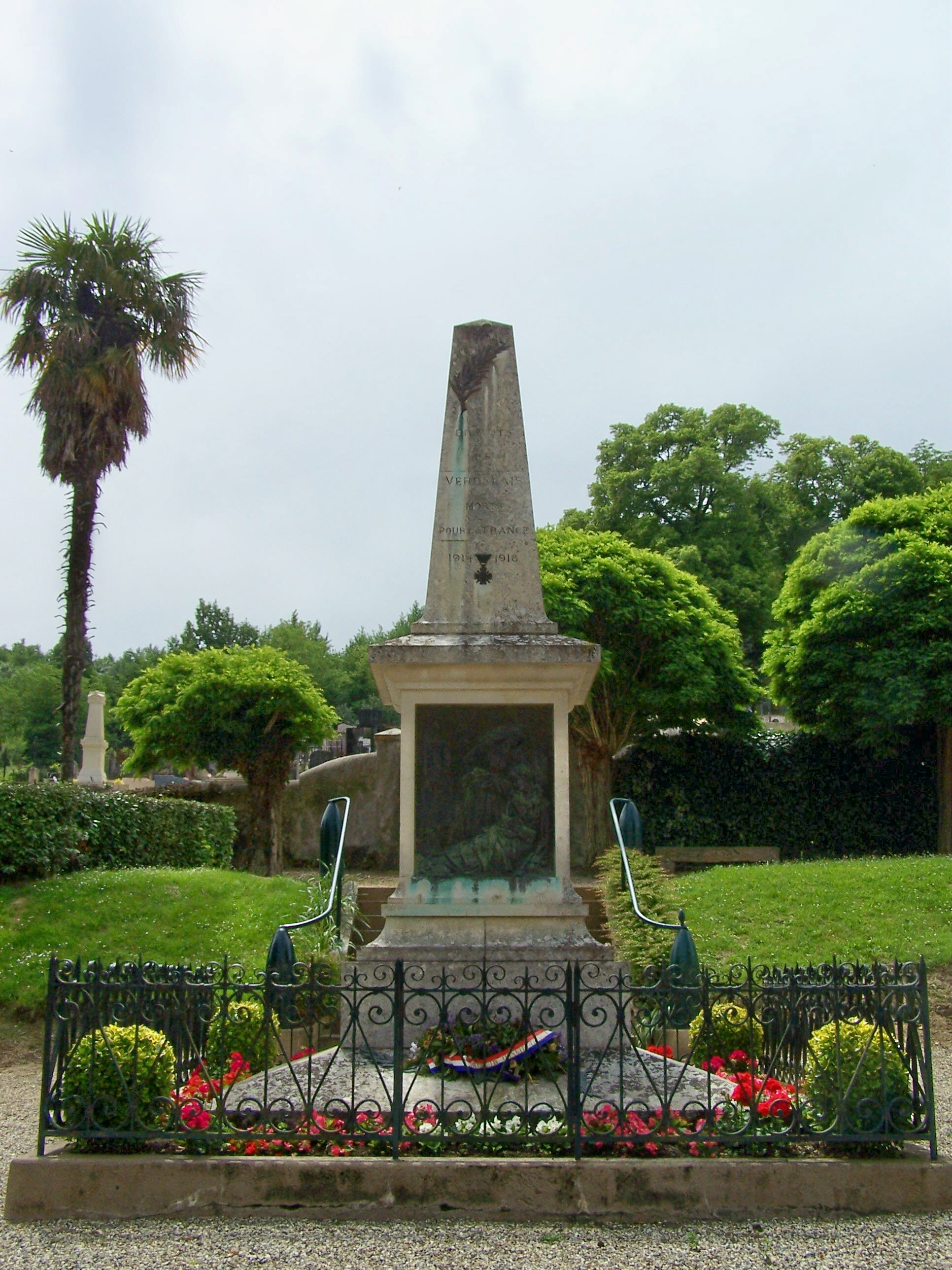
Le monument aux morts entre le cimetière et la basilique (2009).

## Personnalités liées à la commune
- François Mauriac (1885-1970) a séjourné dans le domaine familial de Malagar[41] sur la commune de Saint-Maixant qui jouxte Verdelais: il fut très lié à Verdelais et à la Basilique Notre-Dame : « Verdelais fait partie de ma vie personnelle; il est le décor permanent de mon enfance et de mon adolescence... » « Dans ce chœur Louis XIII, je verrai jusqu'à la mort, mon frère l'abbé étendre ses bras en croix devant l'autel où mon père enfant servait la messe[42]...
- Henri de Toulouse-Lautrec est inhumé au cimetière de Verdelais ainsi que sa mère, Adèle Zoé de Toulouse-Lautrec-Monfa (1841-1930) qui, attirée par le pèlerinage, acquit en 1883 dans la commune voisine de Saint-André-du-Bois (33) le domaine de Malromé, où son fils aima séjourner et où il acheva son existence le 9 septembre 1901.
- Honoré Campana (1859-1960), maire de Verdelais de 1913 à 1945. Docteur en droit, directeur de l'Ecole de notariat, fondateur et ancien directeur de l'Ecole pratique de droit de Bordeaux. Il fut très actif dans les œuvres de charité catholiques. Titulaire de l'ordre de Saint-Grégoire-le-Grand, chevalier (1946) puis officier (1959) de la Légion d'honneur. Son centenaire donna lieu à de grandes festivités à Verdelais.
- Albert Daille (1879-1941), né à Verdelais, professeur à l'Ecole vétérinaire de Toulouse, conseiller général de Montpezat-de-Quercy puis député du Tarn-et-Garonne.
- Marguerite Chabiron (1904-1967), pharmacienne à Verdelais, résistante (réseau KER) déportée à Ravensbrück en 1944, officier de la Légion d'honneur.
- Halina Jabłońska (1915-1996), figure de la Résistance polonaise durant la Seconde guerre mondiale, capitaine de l'Armia Krajowa (AK), est décédée à Verdelais.
- Raymond Darricau (1923-1992), professeur d'histoire à l'université de Bordeaux, fondateur du musée d'art sacré de Verdelais.
- Claude Deligne (1932-2013), grand cuisinier, triplement étoilé, meilleur ouvrier de France, ancien chef du Taillevent. Son père était épicier à Verdelais pendant la Seconde Guerre mondiale.
- Jean-Loup Chrétien, astronaute, qui venait en vacances chez sa grand-mère à Verdelais.
- Le téléfilm La Bicyclette bleue inspirée du roman de Régine Deforges fut tourné en partie sur les Allées de Verdelais, en 2000.
- Gabrielle Furlan, artiste peintre.
- Séverine Bord, graphiste.
- Lydie Balloux, écrivain, comédienne et photographe, auteur de Promenade à Verdelais.